# Pennisetum

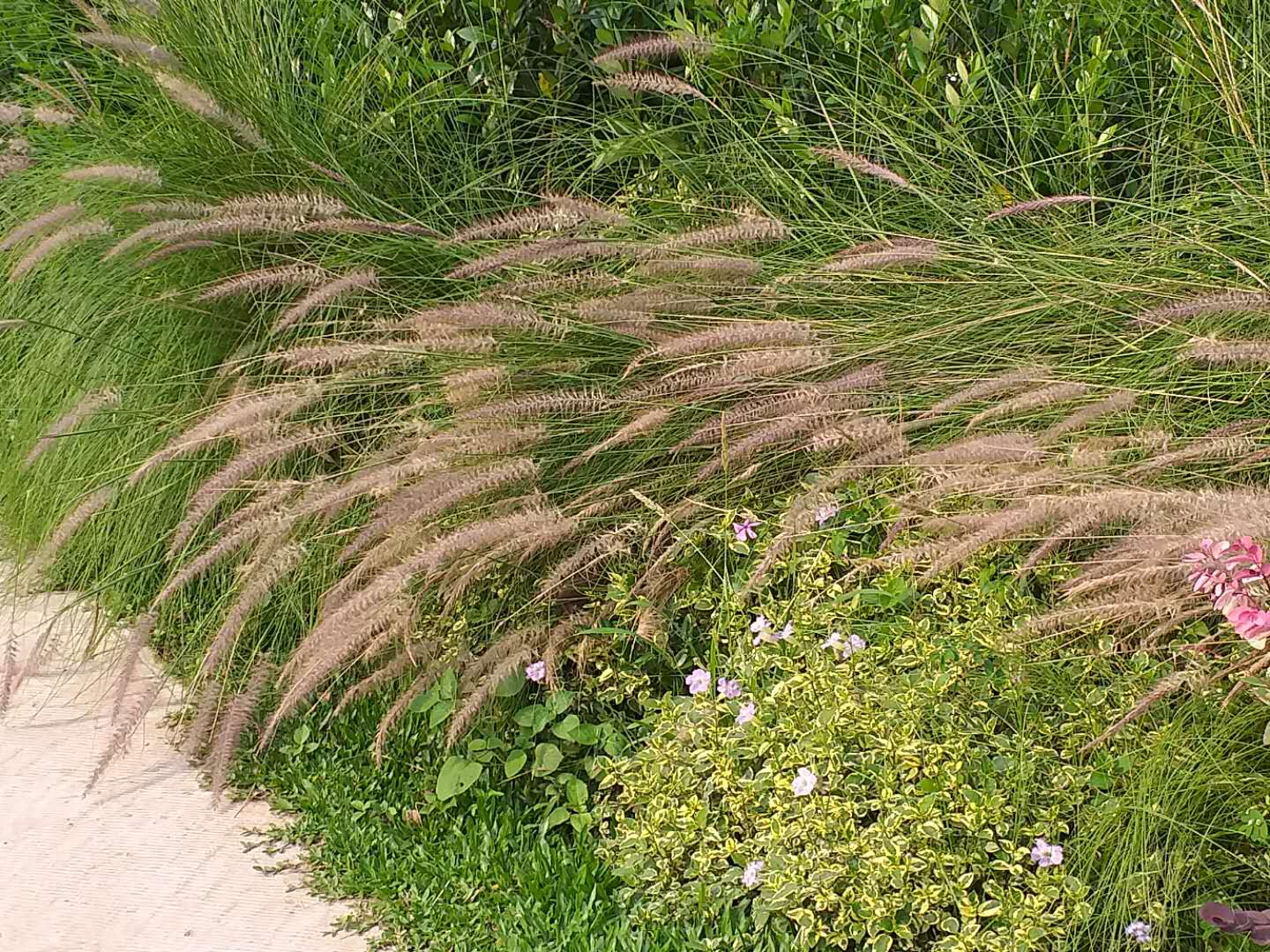
Pennisetum alopecuroides

Pennisetum é um género botânico pertencente à família Poaceae.

## Espécies do gênero
- Pennisetum alopecuroides (L.) Spreng.
- Pennisetum clandestinum Hochst. ex Chiov.
- Pennisetum cenchroides Rich.
- Pennisetum chilense (E.Desv.) B.D.Jacks. ex R.E.Fr.
- Pennisetum downsonii Stapf & C.E.Hubb.
- Pennisetum durum Beal
- Pennisetum elegans Hassk.
- Pennisetum exaltatum Hook.f. & B.D.Jacks.
- Pennisetum glaucum - Mexoeira
- Pennisetum massaicum Stapf
- Pennisetum pedicellatum Trin.
- Pennisetum polystachyon (L.) Schult.
- Pennisetum purpureum
- Pennisetum setaceum
- Pennisetum sieberianum (Schlecht.) & C.E.Hubb.
- Pennisetum trachyphyllum Pilg.
- Pennisetum villosum R.Br. ex Fresen.